# کوتوکی زایاسو
کوتوکی زایاسو (انگلیسی: Kotoki Zayasu؛ زادهٔ ۱۱ ژانویهٔ ۱۹۹۰) بازیکن والیبال زن اهل ژاپن است.
از باشگاه‌هایی که در آن بازی کرده‌است می‌توان به هیسامیتسو اسپرینگز اشاره کرد.